# كلير روبرتسون
كلير روبرتسون (بالإنجليزية: Claire Robertson)‏ (4 يونيو 1982 في الولايات المتحدة - ) هي لاعبة كرة طائرة الولايات المتحدة.

## وصلات خارجية
- كلير روبرتسون على موقع قاعدة بيانات الكرة الطائرة الشاطئية (الإنجليزية)